# Eutrotonotus
Eutrotonotus is een geslacht van vlinders van de familie tandvlinders (Notodontidae), uit de onderfamilie Notodontinae.

## Soorten
- E. albidilinea Gaede, 1928
- E. ameles Kiriakoff, 1960
- E. basistriga Kiriakoff, 1960
- E. carignanus Kiriakoff, 1963
- E. catalai Kiriakoff, 1969
- E. margarethae Kiriakoff, 1960
- E. mediofascia Kiriakoff, 1960
- E. mediofasciata Kiriakoff, 1960
- E. pratti (Kenrick, 1917)
- E. psilodoxa Viette, 1955
- E. rectilinea Kiriakoff, 1960
- E. subvinaceus Kiriakoff, 1960
- E. viettei Kiriakoff, 1960
- E. zeta Kiriakoff, 1960